# 스타와 만나요
《스타와 만나요》는 대한민국의 SBS에 방송됐던 교양 텔레비전 프로그램이다.

## 방송 일정
- 1992년 3월 23일 ~ 1992년 11월 30일 : 매주 월요일 저녁 6시 35분 ~ 7시
- 1992년 12월 11일 ~ 1993년 4월 23일 : 매주 금요일 저녁 6시 10분 ~ 7시

## 에피소드 목록

### 1992년
- 3월 23일 : 이상용
- 3월 30일 : 故 김현준
- 4월 6일 : 서세원
- 4월 13일 : 원미연
- 4월 20일 : 이상아
- 4월 27일 : 정재환
- 5월 4일 : 김흥국
- 5월 11일 : 강수지
- 5월 18일 : 김기훈
- 5월 25일 : 심신
- 6월 1일 : 유열
- 6월 8일 : 이진주
- 6월 15일 : 정명현
- 6월 22일 : 노영심
- 6월 29일 : 유통
- 7월 6일 : 이상말
- 7월 13일 : 조갑경
- 7월 20일 : 서정원
- 8월 3일 : 불명
- 8월 10일 : 정은선
- 8월 17일 : 김미화
- 8월 24일 : 최용섭
- 8월 31일 : 김민우
- 9월 7일 : 전병관
- 9월 14일 : 강동희
- 9월 21일 : 서태지와 아이들
- 9월 28일 : 최진실
- 10월 5일 : 최양락
- 10월 12일 : 이연경
- 10월 19일 : 이동준
- 10월 26일 : 이용식
- 11월 2일 : 박철순
- 11월 16일 : 최주봉
- 11월 23일 : 이민우
- 11월 30일 : 강문영
- 12월 11일 : 이영현

### 1993년
- 1월 8일 : 박준희
- 1월 15일 : 염정아
- 1월 29일 : 춤추는 노래 스타
- 2월 5일 : 김용
- 2월 12일 : 안정훈
- 2월 19일 : 최형만
- 2월 26일 : 이소라
- 3월 5일 : 이경애
- 3월 12일 : 이상은
- 3월 19일 : 장재근
- 4월 2일 : 신윤정
- 4월 9일 : 조정현
- 4월 16일 : 김원준
- 4월 23일 : 양동근

## 역대 코너
- 스타고백
- 할 수 있어요

## 같이 보기
- 스타